# デスクトップ環境

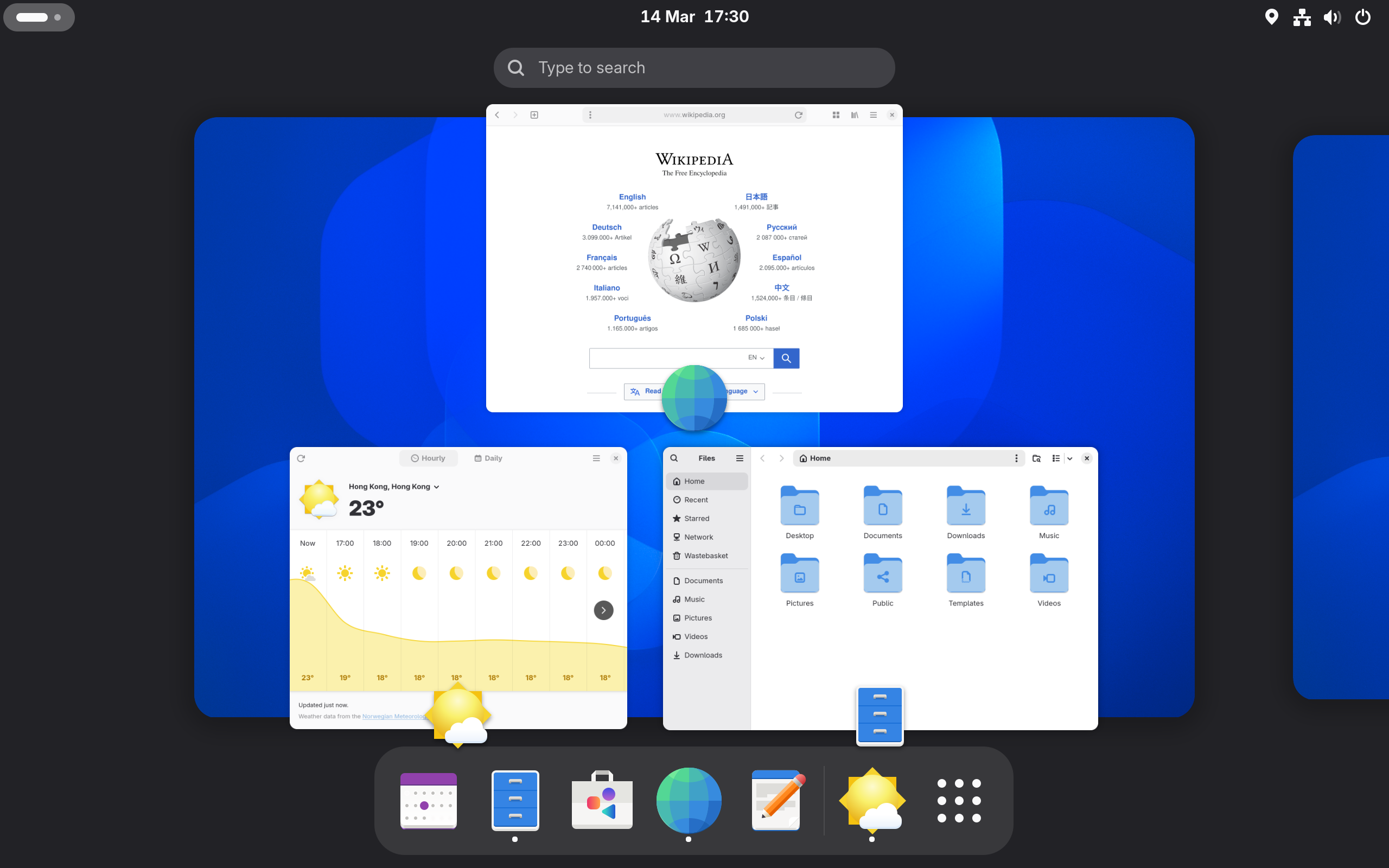
GNOME デスクトップ環境

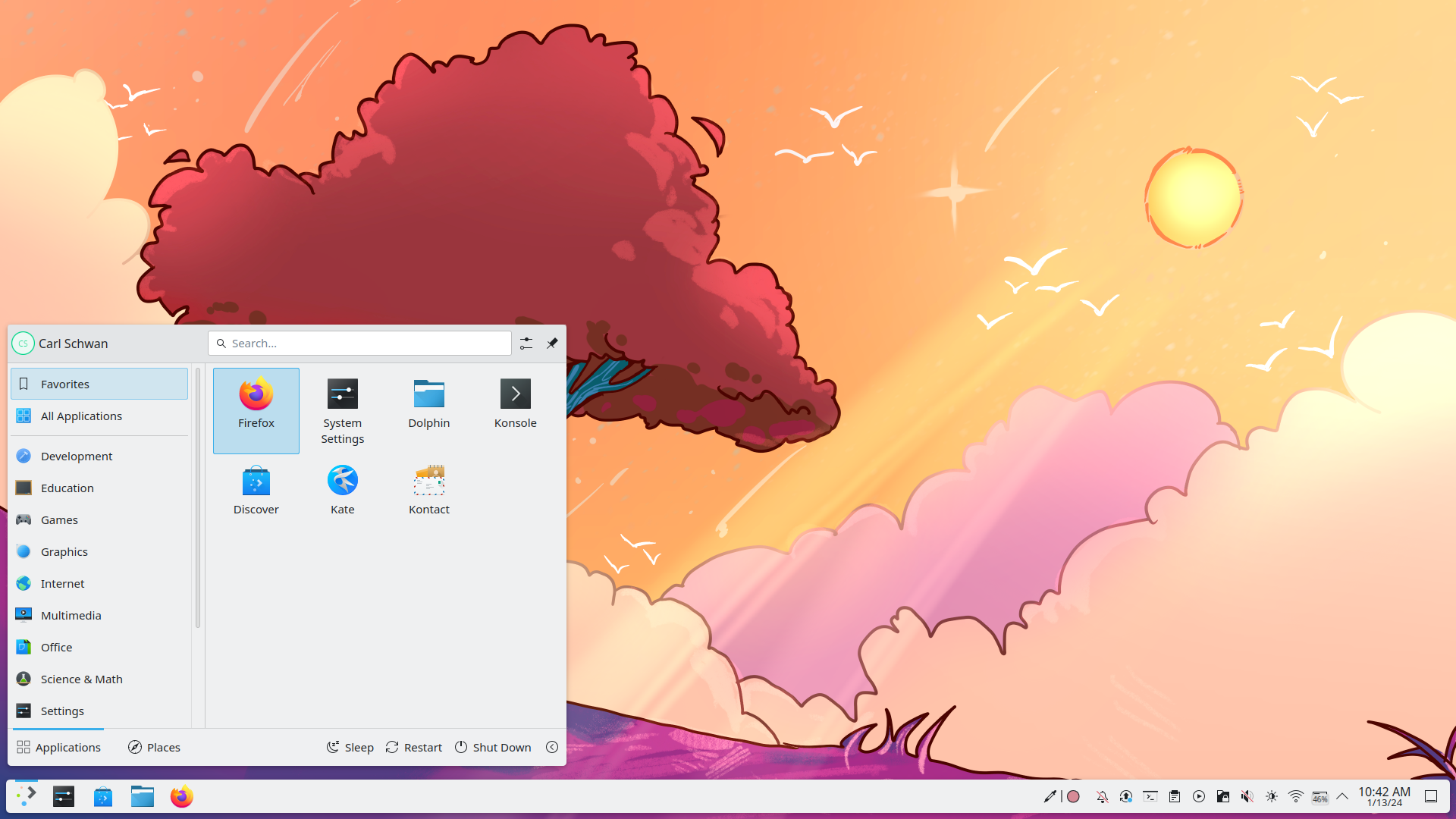
KDE Plasma 6.x デスクトップ環境

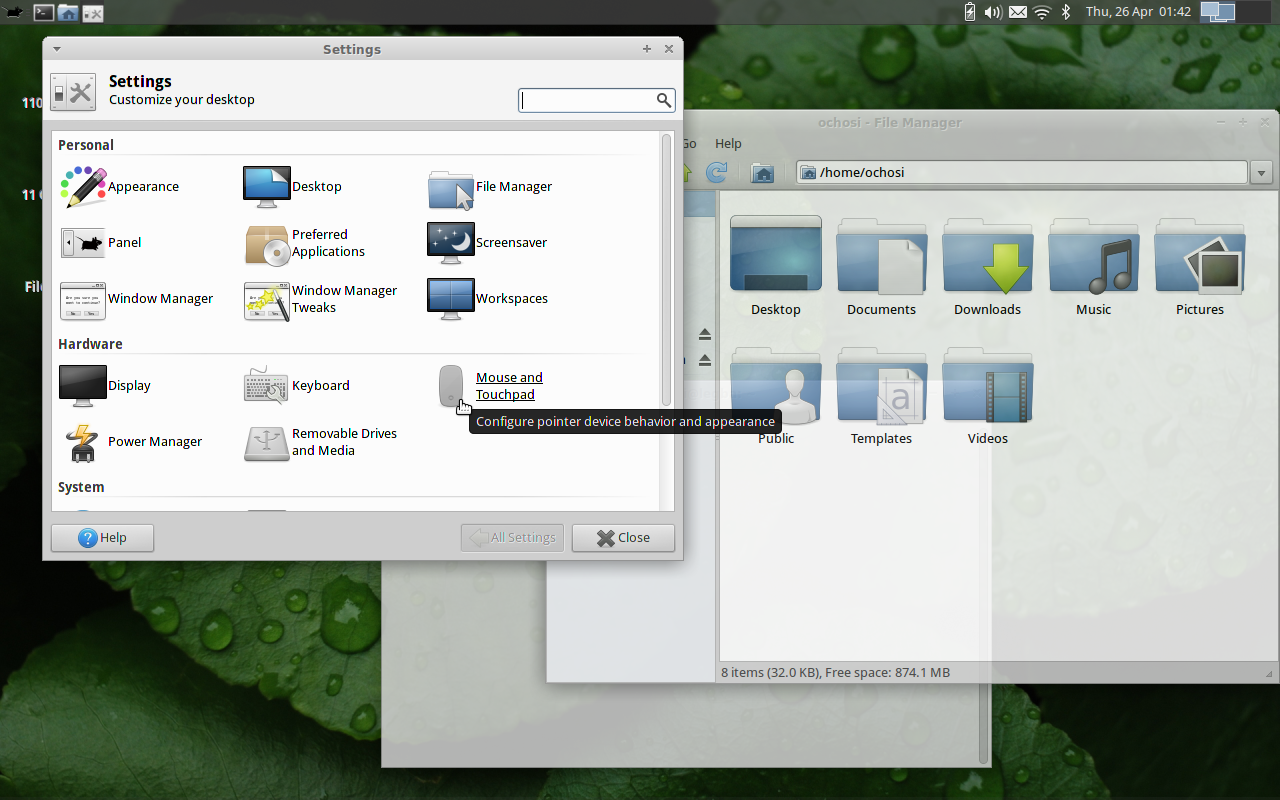
Xfce 4.x デスクトップ環境

デスクトップ環境（デスクトップかんきょう、英: desktop environment）またはデスクトップマネージャ (英: desktop manager) は、コンピュータのグラフィカルユーザインタフェース (GUI) を構成するソフトウェア群を指す。代表的な要素には、ウィンドウ、アイコン、メニュー、ポインタ（WIMP）、ツールバー、フォルダ、背景画像、デスクトップウィジェットなどといったものから成り立っている。
この環境は、デスクトップメタファー (英: desktop metaphor)と呼ばれる操作概念に基づいており、画面上に仮想的な「デスクトップ」を再現することで、直感的な操作を可能にしている。このコンセプトは、1980年代のXerox StarやApple Macintoshといったシステムで普及したものであり、現在も広く利用されている。
UNIX系システムにおいては、Common Desktop Environment（CDE）が初期の標準的なデスクトップ環境として知られており、その後のGNOMEやKDE Plasmaといったオープンソースプロジェクトが一般的になった。

## 概要

### 変更を拒否する開発者と理由
WindowsやmacOSのようなプロプライエタリなオペレーティングシステム（OS）のデスクトップ環境は、一般的にユーザーが自由に変更できない設計となっている。これは、ユーザーエクスペリエンス（UX）の一貫性を保証するための措置である。例えば、macOSではAppleが厳密に設計したUIガイドラインに基づいており、ユーザーがシステムの外観や操作性を大幅に変更することは公式には認められていない。
特にBTRONでは、表示の仕様や画面構成が「作法」として規定されており、これに従うことが求められる。このような設計方針は、システム全体の統一感を保つために重要とされている。

#### 例外
一部のプロプライエタリなデスクトップ環境でも、スキンの変更やサードパーティー製ソフトウェアを利用することで、画面の構成要素（アイコンやボタンなど）の見た目やインターフェースモデルを変更することが可能。例えば、Windowsでは、Windows Explorerシェルを別のものに置き換えることで、デスクトップ環境をカスタマイズすることができる。

## 実装
デスクトップ環境を構成するシステムでは、ウィンドウマネージャと、それと連携するウィジェット・ツールキットを使用して作成されたアプリケーション群が、ユーザーに見える主要な部分を形成する。ウィンドウマネージャは、ウィンドウの配置やサイズ変更、画面間の切り替えといった対話的な操作をサポートする。一方、ウィジェット・ツールキットは、統一感のあるルック・アンド・フィール（外観と操作性）を提供する。
一部のウィンドウシステムは、下層にあるOSやライブラリへの直接的なインターフェースとして機能する。これにより、グラフィックスデバイス、ポインティングデバイス（マウスなど）、キーボードといったハードウェアをサポートする。ウィンドウマネージャは通常、ウィンドウシステムの上で動作するが、ウィンドウシステム自体がウィンドウ管理機能を提供する場合もある。この場合、ウィンドウマネージャの一部としてその機能が統合されることがある。
特定のウィンドウマネージャと組み合わせて使用することを想定したアプリケーションは、対応するウィジェット・ツールキットを採用することが一般的。ウィジェット・ツールキットは、アプリケーションにボタンやスライダーなどのウィジェットを提供し、ユーザーが一貫した方法でグラフィカルに操作できる環境を実現する。

## デスクトップメタファー
デスクトップメタファー (desktop metaphor) とは、現在のOSにおけるグラフィカルユーザインタフェース (GUI) の設計基盤となるコンセプトの集合を指す。このメタファーは、コンピュータのディスプレイ上にユーザーの机（デスクトップ）を模倣し、その上に文書やフォルダを配置するという操作方法を提供する。例えば、文書を開くとウィンドウが表示され、それが机の上に置かれた紙の文書を模倣している。また、電卓などの小さなアプリケーション群（デスクアクセサリ）は、机上にある道具を再現している。

### 実装の拡張と利便性
このメタファーは利便性を重視して実装が行われており、しばしば現実の机上の概念を拡張している。例えば、仮想的なゴミ箱やファイルキャビネットがデスクトップ上に出現することがある。ただし、メニューバーやタスクバーなど、一部の機能は現実の机と直接対応していない。

### メタファーの変化
21世紀に入ってから、記憶容量の増大に伴い、従来の「フォルダ」メタファーは次第に使い勝手が低下している。このため、ユーザーのニーズに合わせて文書を整理するための新しい方法が求められている。例えば、スマートフォルダは、特定の検索基準に基づいたファイル検索を可能にする機能として導入された。

### メタファーの適用事例
OSによるメタファーの適用方法は異なる。例えば、BeOSでは外部ディスク装置がデスクトップ上に直接表示される一方で、内部ディスク装置はコンピュータを表すアイコン内に含まれる。一方、Mac OSではすべてのドライブや外部デバイスをデスクトップに表示できるが、Windowsではドライブがコンピュータアイコンの中に含まれている。

## 歴史

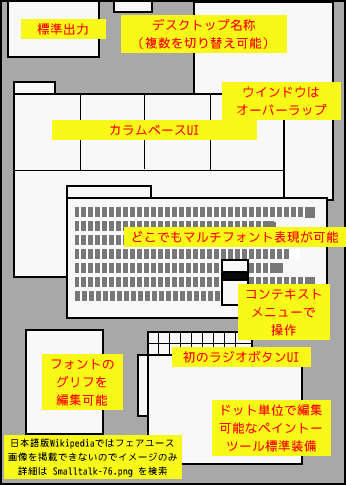
Altoで動作した暫定Dynabook環境(Smalltalk-76の頃)のデスクトップ。かなり後になって一般化する複数のデスクトップを保持し切り替える機能もすでに実現していた。

デスクトップ環境の概念は、ゼロックスのパロアルト研究所で1970年代に開発された暫定Dynabook環境に端を発する。この環境は、1973年に製造されたコンピュータ「Alto」や、1976年の可搬型試作機「NoteTaker」で実行された。これらのシステムは、後に普及するマルチウィンドウ機能やGUIの概念を先取りしており、複数のデスクトップを切り替える機能も備えていた。
当時、ゼロックスはこれらの技術を製品化することを選ばず、販売には至らなかった。しかし、後継機であるXerox 8010（開発コード: Dandelion）に基づくオフィスコンピュータXerox Star（1981年）では、別のGUIベースのOSが採用され、デスクトップ環境を備えた商用ワークステーションとして市場に登場した。このシステムは、デスクトップ環境を持つ最初の一般販売コンピュータとして位置付けられている。
Appleは、ゼロックスの研究を参考にしながら、オーバーラップマルチウィンドウやアイコンベースのファイラ、コピー&ペーストなどの主要なGUI要素を取り入れた。その成果として、オフィス向け製品のApple Lisa（1983年）が登場した。しかし、StarやLisa、Smalltalk搭載機などはいずれも非常に高価だったため、大衆市場にはほとんど普及しなかった。

### デスクトップ環境の普及
デスクトップ環境の概念を最初に広く一般に普及させたのは、Apple Macintosh（1984年）である。その後、1995年のMicrosoft Windows 95の登場により、デスクトップ環境はさらに大規模に普及した。
2018年時点では、最も広く使用されていたデスクトップ環境はWindows 7やWindows 10のものだった。次いでmacOSがこれに続いた。Linuxを含むUnix系OSのデスクトップ環境は、パーソナルコンピュータ市場では依然として少数派だったが、X Window Systemを採用したLinux PCが徐々に普及している。

## Unix系システムにおけるデスクトップ環境

### X Window Systemにおけるデスクトップ環境
X Window Systemを採用しているシステムでは、デスクトップ環境の設計が非常に柔軟である。これは、Xが「ポリシーではなく機構を提供する」という設計原則に基づいて構築されており、デスクトップ環境の構成要素がXシステム本体とは独立して提供されているためである。結果として、ユーザーや開発者は環境を自由にカスタマイズできる。
Xのデスクトップ環境は、以下のような主要な構成要素から成り立っている。
- ユーティリティライブラリ（例: Xt、GLib）:アプリケーションの基盤を提供。
- GUIライブラリ（例: GTK、Qt）:統一された外観や操作性を実現。
- ウィンドウマネージャ（例: Metacity、KWin）:ウィンドウの操作や配置を管理。
- ファイルマネージャ（例: Konqueror、Dolphin）:ファイル管理機能を提供。

これらの構成要素は、それぞれ個別にカスタマイズ可能であり、用途に応じた独自のデスクトップ環境を作り上げることができる。

### フルスタックデスクトップ環境と軽量環境
GNOMEやKDEのようなフルスタックのデスクトップ環境は、統合されたアプリケーション群やツールを提供し、ユーザーに一貫した操作体験をもたらす。一方で、IceWMやFluxboxなどの軽量ウィンドウマネージャは、最小限の機能だけを提供し、動作の軽快さを優先している。さらに、wmiiやevilwmのような特定の機能に特化したウィンドウマネージャも存在する。

### 歴史的背景
最初期のデスクトップ環境として知られるCDE (Common Desktop Environment) は、商用UNIXシステムの標準として1990年代に広く採用された。しかし、プロプライエタリな性質やライセンスコストが普及の妨げとなった。その後、1996年にKDEが、1997年にGNOMEが登場し、それぞれLinuxディストリビューションの主要なデスクトップ環境となった。
近年では、性能やモジュール性に重点を置いた軽量なデスクトップ環境も人気を集めている。たとえば、XfceやLXDE、それに続くLXQtは、低リソースのシステム向けに設計されている。

### 現代の特徴と進化
現在のデスクトップ環境は、以下のような特徴を持っている。
- Waylandの採用: GNOME、Cinnamon、KDE、COSMIC（英語版）などの最先端なデスクトップ環境はWaylandを積極的に採用しており、モダンさ、安全性、シンプルさに重点が置かれている。
- マルチプラットフォーム対応: KDEやGNOMEは多数の言語に対応し、国際化をサポート。
- ユーザー体験の向上: 高性能なシステム向けにはGNOMEやKDEが、低性能なシステム向けにはXfceやLXDEといった選択肢が提供されている。
- コミュニティの協力: フリーソフトウェアコミュニティによる協力が進み、freedesktop.orgのようなプロジェクトを通じて標準化が進められている[35][37][38]。

### Unix系のデスクトップ環境の比較
Unix系での主要な11種類のデスクトップ環境のデフォルト構成の比較表を以下に示す:
| デスクトップ環境                        | GNOME                  | Cinnamon               | Xfce          | LXQt          | Deepin                      | KDE Plasma     | COSMIC              | Budgie                 | MATE          | Pantheon          | Unity                  |
| --------------------------------------- | ---------------------- | ---------------------- | ------------- | ------------- | --------------------------- | -------------- | ------------------- | ---------------------- | ------------- | ----------------- | ---------------------- |
| ウィジェット・ツールキット              | GTK 4                  | GTK 3                  | GTK 3         | Qt 6          | Deepin Tool Kit             | Qt 6           | GTK 4               | GTK 3                  | GTK 3         | GTK 3             | GTK 3                  |
| ディスプレイマネージャ                  | GDM                    | LightDM                | LightDM       | SDDM          | LightDM                     | SDDM           | greetd              | LightDM                | LightDM       | LightDM           | LightDM                |
| ウィンドウマネージャ                    | Mutter                 | Muffin                 | xfwm4         | Openbox       | Compiz                      | KWin           | COSMIC WM           | Magpie                 | Marco         | Gala              | Compiz                 |
| ファイルマネージャ                      | ファイル               | Nemo                   | Thunar        | PCManFMQT     | Deepin File Manager         | Dolphin        | COSMIC Files        | Nemo                   | Caja          | Pantheon Files    | Nautilus               |
| アーカイバ                              | アーカイブマネージャー | アーカイブマネージャー | Xarchiver     | LXQt Archiver |                             | Ark            |                     | アーカイブマネージャー | Engrampa      |                   | アーカイブマネージャー |
| 端末エミュレータ                        | GNOME 端末             | GNOME 端末             | Xfce Terminal | QTerminal     | Deepin Terminal             | Konsole        | COSMIC Terminal     | GNOME 端末             | MATE Terminal | Pantheon Terminal | GNOME 端末             |
| テキストエディタ                        | GNOMEテキストエディタ  | Xed                    | Mousepad      | FeatherPad    | Deepin Editor               | Kate           | COSMIC Edit         | gedit                  | Pluma         | Code              | gedit                  |
| メディアプレーヤー                      | ビデオ                 | Celluloid              | Parole        | SMPlayer      | Deepin Movie                | Dragon Player  | COSMIC Media Player | ビデオ                 | VLC           | ビデオ            | ビデオ                 |
| ジュークボックス型 オーディオプレーヤー | Rhythmbox              | Rhythmbox              | Parole        | Qmmp          | Deepin Music                | Elisa          | COSMIC Music        | Rhythmbox              | Clementine    | Noise             | Rhythmbox              |
| CDバーナー                              | Brasero                | Brasero                | Xfburn        | Xfburn        | Deepin Disc Burner          | K3b            |                     | Brasero                | Brasero       | Brasero           | Brasero                |
| CDリッパー                              |                        |                        | Asunder       | Asunder       |                             | KAudioCreator  |                     |                        | Asunder       |                   |                        |
| イメージビューアー                      | Eye of GNOME           | Pix                    | Ristretto     | LXImage-Qt    | Deepin Image Viewer         | Gwenview       | COSMIC Image Viewer | Eye of GNOME           | Eye of MATE   | Pantheon Gallery  | Eye of GNOME           |
| オフィススイート                        | LibreOffice            | LibreOffice            | LibreOffice   |               | WPS OfficeまたはLibreOffice | Calligra Suite | LibreOffice         | LibreOffice            | LibreOffice   | LibreOffice       | LibreOffice            |
| ウェブブラウザ                          | Web                    | Firefox                | Firefox       | Falkon        | Deepin Browser              | Falkon         | Firefox             | Firefox                | Firefox       | Web               | Firefox                |

## デスクトップ環境の例
デスクトップ環境は、さまざまなオペレーティングシステム (OS) で採用されており、UI（ユーザーインターフェース）の中核をなす重要な要素である。以下、いくつかの主要なデスクトップ環境と特徴的な例を示す。

### Microsoft Windows
- 一般的なデスクトップ環境: Microsoft Windowsに標準で組み込まれたUIがその役割を果たしている。
  - Windows XP: 「Luna」と呼ばれるテーマが採用された[39]。
  - Windows Vista以降: 「Aero」が導入され、視覚効果を強化した。

### macOS
- デスクトップ環境: AppleのmacOSでは、Aquaと呼ばれる直感的なインターフェースが使用されている[40]。

### Unix系システム
- X Window System: Unix系システムでは、X Window Systemを基盤とした以下のようなデスクトップ環境が広く使われている。
  - CDE（Common Desktop Environment）：商用UNIXで採用された最初期のデスクトップ環境[41]。
  - GNOME: モダンで統一感のあるUIを提供[42]。
  - KDE: 高度なカスタマイズ性と多機能性が特徴[43]。
  - Xfce、LXDE、LXQt: 軽量でリソース消費の少ない環境[4]。
  - Lumina: BSDシステム向けに開発されたデスクトップ環境[44]。

X Window Systemがデファクトスタンダードになる以前には、他のウィンドウシステムやデスクトップ環境が使用されていた。

### その他のデスクトップ環境
- 実験的プロジェクト
  - Project Looking Glass（英語版）: 3Dデスクトップ環境を目指す革新的な試み[45]。
  - BumpTop: 文書を仮想デスク上で直感的に操作可能な3D環境[46]。
- AmigaOSの発展
  - Workbench（英語版）: AmigaOSの初期デスクトップ環境[47]。
  - Directory Opus Magellan: ファイルマネージャから進化したデスクトップ環境[48]。

### Xウィンドウマネージャ
一部のウィンドウマネージャは、デスクトップ環境に相当する要素を備えており、単独で使用されることもある。
- 例:Enlightenment、Fluxbox、Openbox、AfterStep（英語版）（NeXTSTEP風のUIを採用）[49][50]。

### OS/2 と eComStation
- ワークプレース・シェル: IBM OS/2やeComStationで採用されたデスクトップ環境[51]。

### ギャラリー
- Ambient（英語版）
- Budgie
- CDE
- Cinnamon
- COSMIC（英語版）
- Cutefish
- DDE
- EDE
- Elokab
- Enlightenment
- Étoilé
- GNOME Shell
- GNUstep
- Innova
- Katana
- KDE SC（英語版）
- KDE Plasma 5
- KDE Plasma 6
- Liri Shell
- LXDE
- LXQt
- MATE
- MaXX
- Maynard（英語版）
- Mezzo（英語版）
- Moksha
- oZone GUI
- Pantheon
- Project Looking Glass（英語版）
- Razor-qt
- ROX Desktop（英語版）
- Sugar
- theShell
- Trinity
- UKUI
- Unity
- Vera
- Xfce